# Llengua abolida (1973-1989)

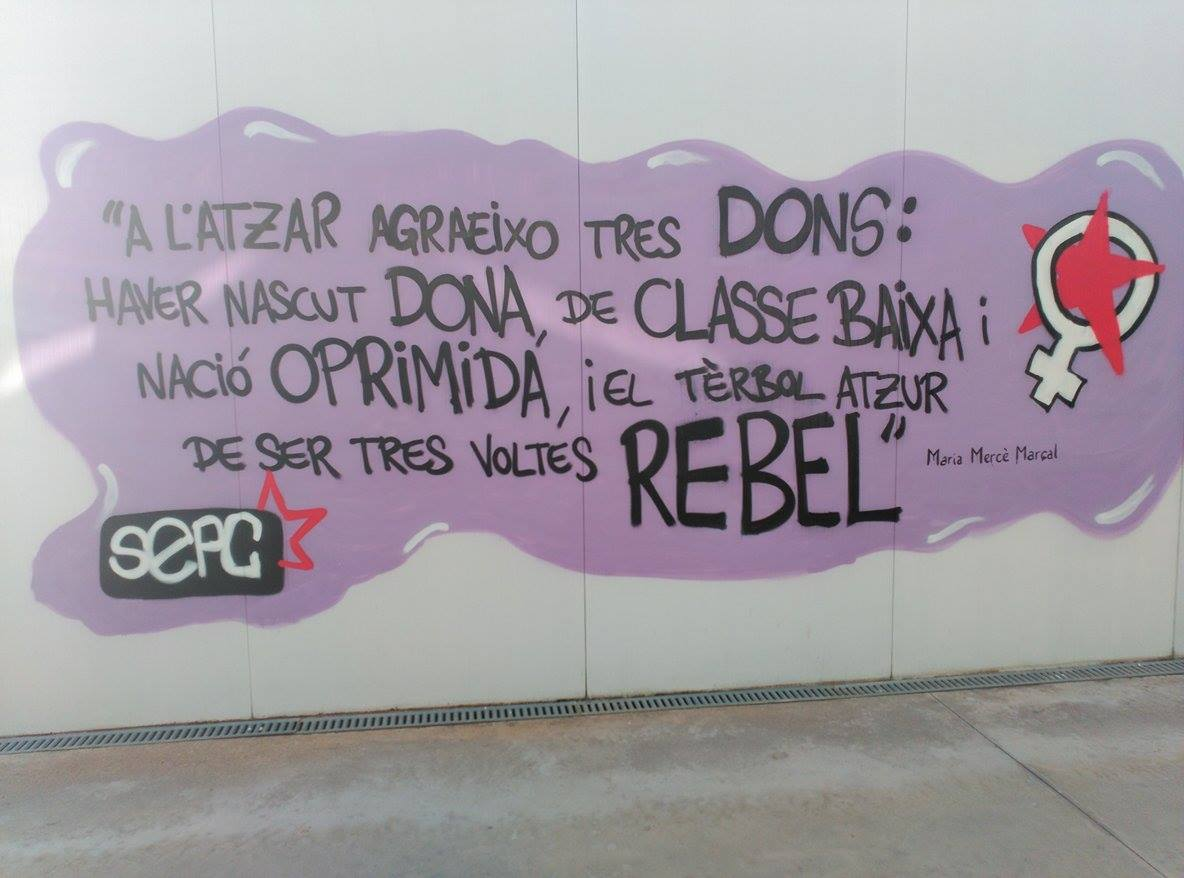
Mural amb el poema «Divisa»

Llengua abolida (1973-1989) és el títol de l'obra poètica completa de Maria-Mercè Marçal i Serra, publicada el 1989.
Va rebre el premi Carles Riba 1976 per Bruixa de dol, la Flor Natural (Jocs Florals de Barcelona 1981) pels poemes Raval d'amor: variacions sobre una mateixa onada, posteriorment inclosos a Sal oberta, i el premi de poesia Josep Maria López Picó  de l'any 1985 per La germana, l'estrangera. Desglaç es publicà com a volum independent el 1997 i Llengua abolida (1973-1989) es reedità l'any 2000. Ha estat traduïda a diverses llengües, incloent-hi l'anglès, castellà, francès, gallec, hongarès, italià, japonès i portuguès.